# Svatý Jan nad Malší
Svatý Jan nad Malší là một làng thuộc huyện České Budějovice, vùng Jihočeský, Cộng hòa Séc.